# Al-Mustansir Billah
Al-Mustansir Billah, död 1094, var en fatimidisk kalif. Han var regerande kalif i Egypten mellan 1036 och 1094. 